# نیزه‌پران

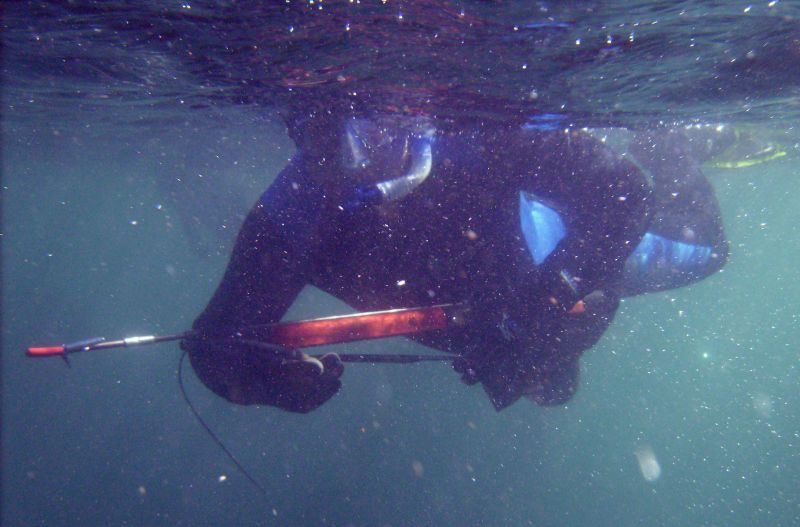
نیزه‌پران

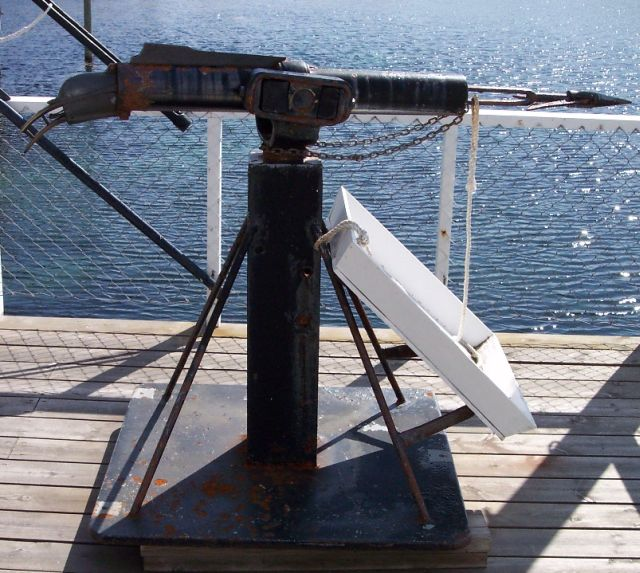
نیزه‌پران برای پرتاب یک زوبین نهنگ‌کشی.

نیزه‌پران از ابزار ماهیگیری نوین است که بیشتر در غواصی استفاده می‌شود.
ماهیگیری با اسلحه‌های نیزه‌پران الاستیک یا بادی یا با نیزه‌پران‌های گاز فشرده از روشهای شکار ماهی است که خود دارای اصول و قوائد خاص، تکنیک‌های تخصصی و تجهیزات مخصوص به خود برای انواع مختلفی از گونه‌ها در محیط‌های آبی گوناگون توسعه یافته‌اند.